# Al-Afdal Shâhânshâh
Pour les articles homonymes, voir Afdhal.
Abû al-Qâsim al-Afdhal Shâhânshâh ou Al-Afdhal (soit « le meilleur, l'excellent ») est un vizir du califat fatimide, d'origine arménienne,  né en 1066 à Acre et mort en 1121 au Caire. 
Il est le fils de Badr al-Djamali, vizir arménien tout puissant du calife fatimide d'Égypte Al-Mustansir (1029-1094). En 1089, Badr associera à sa fonction Al-Afdal.

## Biographie
À la mort de son père Badr al-Djamali, à la fin de l'année 1094, Al-Afdhal est nommé vizir pour lui succéder, par le calife Al-Mustansir. Le calife décède approximativement un mois après. Al-Mustansir a par ailleurs désigné son fils cadet Al-Musta‘li pour lui succéder, aux dépens de son fils aîné Nizâr. Certains pensent qu'Al-Mustansir aurait changé d'avis sur le nom de son successeur, et le témoignage de la sœur du calife viendrait appuyer cette thèse.

### Règne d'Al-Musta`li
Nizâr, évincé se réfugie à Alexandrie. Al-Afdhal part pour Alexandrie. C'est un échec, il est même repoussé jusqu'aux abords du Caire. En fin 1095, Al-Afdhal repart faire le siège d'Alexandrie et parvient cette fois parvient à faire prisonnier Nizâr. Amené au Caire, Nizâr est emmuré sur ordre de son frère Al-Musta`li. Nizâr meurt dans sa prison en 1097. Son fils `Alî ben Nizâr al-Hâdî aurait été assassiné en même temps que son père. Seul le petit-fils de Nizâr aurait échappé à la mort, emmené par des serviteurs de confiance en Perse se réfugiant auprès de Hassan ibn al-Sabbah à Alamut. Il est élevé avec soin par Hassan ibn al-Sabbah, en grand secret perpétuant l'ismaélisme nizârite.
En choisissant Al-Musta`li en place de Nizâr, Al-Afdhal divise, et par cela affaiblit, la communauté ismaélienne. Les Ismaéliens d'Égypte, du Yémen et de l'ouest des Indes le reconnaissent Al-Musta`li, l'opinion des Syriens est divisée. Cette majorité va former l'ismaélisme mustalien. En revanche en Perse, sous l'influence de Hassan ibn al-Sabbah installé à Alamut, c'est Nizâr qui est considéré comme le seul imam légitime. Hassan ibn al-Sabbah théorise l'ismaélisme nizârite.
Al-Afdhal reste le véritable souverain de l'État fatimide pendant tout le règne d'Al-Musta`li jusqu'en 1101. C'est pendant cette période que les croisés sont arrivés en terre sainte. Al-Afdhal commet une grave erreur d'appréciation sur le caractère de cette invasion. Il considère que les croisés sont pour lui des alliés potentiels contre leur ennemi commun les Seldjoukides.
En 1098, Al-Afdhal reprend Jérusalem que son père avait perdue en 1078 devant les Seldjoukides conduits par Tutuch. Le gouvernorat de la ville avait été confié à Artuk puis à ses descendants les Artukides. Ce siège ayant affaibli les fortifications de la ville va finalement profiter aux croisés.
En 1099, les croisés prennent Jérusalem. Ils refusent toute négociation avec Al-Afdhal qu'ils battent sévèrement près d'Ascalon la même année.

### Règne d'Al-Amir bi-Ahkâm Allah
En 1101, à la mort d'Al-Musta`li, Al-Afdhal met sur le trône le fils du calife âgé de cinq ans avec le titre de Al-Amir bi-Ahkâm Allah[réf. nécessaire]. En 1103, Al-Afdhal obtient un premier et dernier succès contre Baudouin de Boulogne. Par la suite, les défaites se succèdent : les villes de Palestine tombent une à une aux mains des croisés, bien qu'il envoie au combat ses meilleures troupes. Baudouin se risque même à pousser jusqu'en Égypte où il atteint Tinnis, mais il décède pendant son retrait (1118). Ayant à peu près tout tenté, Al-Afdhal essaie d'établir une coopération avec l'atabeg de Damas, sans résultat.
En décembre 1121, le jeune calife, devenu adulte, décide de se débarrasser de son encombrant vizir. Al-Afdhal est attaqué dans la rue et meurt peu après de ses blessures,.